# Dasiphora galantha
Dasiphora galantha är en rosväxtart som först beskrevs av Soják, och fick sitt nu gällande namn av Soják. Dasiphora galantha ingår i släktet tokar, och familjen rosväxter. Inga underarter finns listade i Catalogue of Life.